# اچهنرا
اچهنرا (به انگلیسی: Achhnera) در هند است که در اوتار پرادش واقع شده‌است.

## خصوصیات
اچهنرا ۱۹٬۹۷۴ نفر جمعیت دارد و ۱۶۷ متر بالاتر از سطح دریا واقع شده‌است.